# Hemlock Grove
Hemlock Grove is een Amerikaanse horrorserie, ontwikkeld door Brian McGreevy en Lee Shipman en geproduceerd door Eli Roth. De serie is gebaseerd op McGreevy's gelijknamige roman uit 2012. De serie ging in première op 19 april 2013, waarbij alle 13 afleveringen van het eerste seizoen onmiddellijk beschikbaar waren op Netflix.
De serie telt drie seizoenen waarvan het tweede seizoen met tien afleveringen in première ging op 11 juli 2014. Het laatste seizoen met eveneens 10 afleveringen ging in première op 23 oktober 2015.

## Verhaal
De serie onderzoekt de vreemde gebeurtenissen in Hemlock Grove, een fictieve stad in Pennsylvania. Roman Godfrey, erfgenaam van de rijke familie Godfrey, raakt bevriend met de nieuwkomer van de stad, Peter Rumancek. Recente brute moorden in de stad hebben geruchten doen opwaaien, en de twee werken samen om licht te werpen op de zaak en tegelijkertijd hun eigen duistere geheimen te verbergen.

## Rolverdeling
- Famke Janssen als Olivia Godfrey
- Bill Skarsgård als Roman Godfrey
- Landon Liboiron als Peter Rumancek
- Joel de la Fuente als Dr. Johann Pryce
- Kaniehtiio Horn als Destiny Rumancek
- Dougray Scott als Dr. Norman Godfrey (seizoen 1 & 2)
- Laurie Fortier als Marie Godfrey (seizoen 1 & 2)
- Lili Taylor als Lynda Rumancek (seizoen 1 & 2)
- Freya Tingley als Christina Wendall (seizoen 1)
- Penelope Mitchell als Letha Godfrey (seizoen 1)
- Nicole Boivin als Shelley Godfrey (Seizoen 1)
- Madeleine Martin als Shelley Godfrey (seizoen 2 & 3)
- Luke Camilleri als Andreas Vasilescu (seizoen 2 & 3)

## Afleveringen

### Seizoen 1
| Afl. | Titel                       | Releasedatum  |
| ---- | --------------------------- | ------------- |
| 1    | Jellyfish in the Sky        | 19 april 2013 |
| 2    | The Angel                   | 19 april 2013 |
| 3    | The Order of the Dragon     | 19 april 2013 |
| 4    | In Poor Taste               | 19 april 2013 |
| 5    | Hello Handsome              | 19 april 2013 |
| 6    | The Crucible                | 19 april 2013 |
| 7    | Measure of Disorder         | 19 april 2013 |
| 8    | Catabasis                   | 19 april 2013 |
| 9    | What Peter Can Live Without | 19 april 2013 |
| 10   | What God Wants              | 19 april 2013 |
| 11   | The Price                   | 19 april 2013 |
| 12   | Children of the Night       | 19 april 2013 |
| 13   | Birth                       | 19 april 2013 |

### Seizoen 2
| Afl. | Titel                                      | Releasedatum |
| ---- | ------------------------------------------ | ------------ |
| 1    | Blood Pressure                             | 11 juli 2014 |
| 2    | Gone Sis                                   | 11 juli 2014 |
| 3    | Luna Rea                                   | 11 juli 2014 |
| 4    | Bodily Fluids                              | 11 juli 2014 |
| 5    | Hemlock Diego's Policy Player's Dream Book | 11 juli 2014 |
| 6    | Such Dire Stuff                            | 11 juli 2014 |
| 7    | Lost Generation                            | 11 juli 2014 |
| 8    | Unicorn                                    | 11 juli 2014 |
| 9    | Tintypes                                   | 11 juli 2014 |
| 10   | Demons and the Dogstar                     | 11 juli 2014 |

### Seizoen 3
| Afl. | Titel                       | Releasedatum    |
| ---- | --------------------------- | --------------- |
| 1    | A Place to Fall             | 23 oktober 2015 |
| 2    | Souls on Ice                | 23 oktober 2015 |
| 3    | The House in the Woods      | 23 oktober 2015 |
| 4    | Every Beast                 | 23 oktober 2015 |
| 5    | Boy in the Box              | 23 oktober 2015 |
| 6    | Pendant                     | 23 oktober 2015 |
| 7    | Todos Santos                | 23 oktober 2015 |
| 8    | Dire Night on the Worm Moon | 23 oktober 2015 |
| 9    | Damascus                    | 23 oktober 2015 |
| 10   | Brian's Song                | 23 oktober 2015 |